# 1351 Uzbekistania
1351 Uzbekistania (1934 TF) là một tiểu hành tinh vành đai chính được phát hiện ngày 5 tháng 10 năm 1934 bởi G. Neujmin ở Simeis.